# Julia Sporre
Eva Julia Linnea Sporre, född 23 december 1992, är en svensk skådespelare. Hon har studerat vid Södra Latins gymnasium och medverkat i ett flertal svenska filmer, bland annat spelade hon en av huvudrollerna ("Saga") i ungdomsfilmen Tusen gånger starkare (2010). Under perioden 2018–2021 studerar Sporre vid Teaterhögskolan i Göteborg.

## Filmografi i urval
- 2009 – Män som hatar kvinnor
- 2010 – Tusen gånger starkare
- 2010 – Den fördömde (TV-serie)
- 2012 – Torka aldrig tårar utan handskar (TV-serie)
- 2012 – Isdraken
- 2012 – En plats i solen
- 2012 – Äta lunch
- 2013 – Inte flera mord
- 2013 – Fjällbackamorden: Ljusets drottning
- 2017 – The Square
- 2020 – Vår tid är nu (TV-serie)
- 2021 – Skitsamma (TV-serie)
- 2021 – Pappas pojkar (TV-serie)
- 2022 – Stammisar
- 2023 – Inga skuggor kvar
- 2023 – Syndabocken
- 2025 – Genombrottet (TV-serie)

## Teater i urval
| År   | Produktion                    | Regi          | Teater              |
| ---- | ----------------------------- | ------------- | ------------------- |
| 2024 | Fröken Julie                  | Ulf Pilov     | Folkets Scen        |
| 2022 | Andrejs Äppelträd             | Patrik Franke | Västmanlands Teater |
| 2022 | Svansjön                      | Ellen Lamm    | Västmanlands Teater |
| 2020 | Yvonne - Prinsessa av Burgund | Nora Nilsson  | Östgötateatern      |
| 2018 | Backstage                     | Kia Berglund  | Teater Giljotin     |